# Priazóvskaia
Priazóvskaia - Приазовская (rus) és una stanitsa del krai de Krasnodar, a Rússia. Es troba a la vora del riu Kirpili. És a 40 km a l'est de Primorsko-Akhtarsk i a 94 km al nord-oest de Krasnodar.
Pertanyen a aquesta stanitsa el poble de Prigoródnoie i els possiolki de Maksima Górkogo i Tsentralni.